# Halley (cràter marcià)

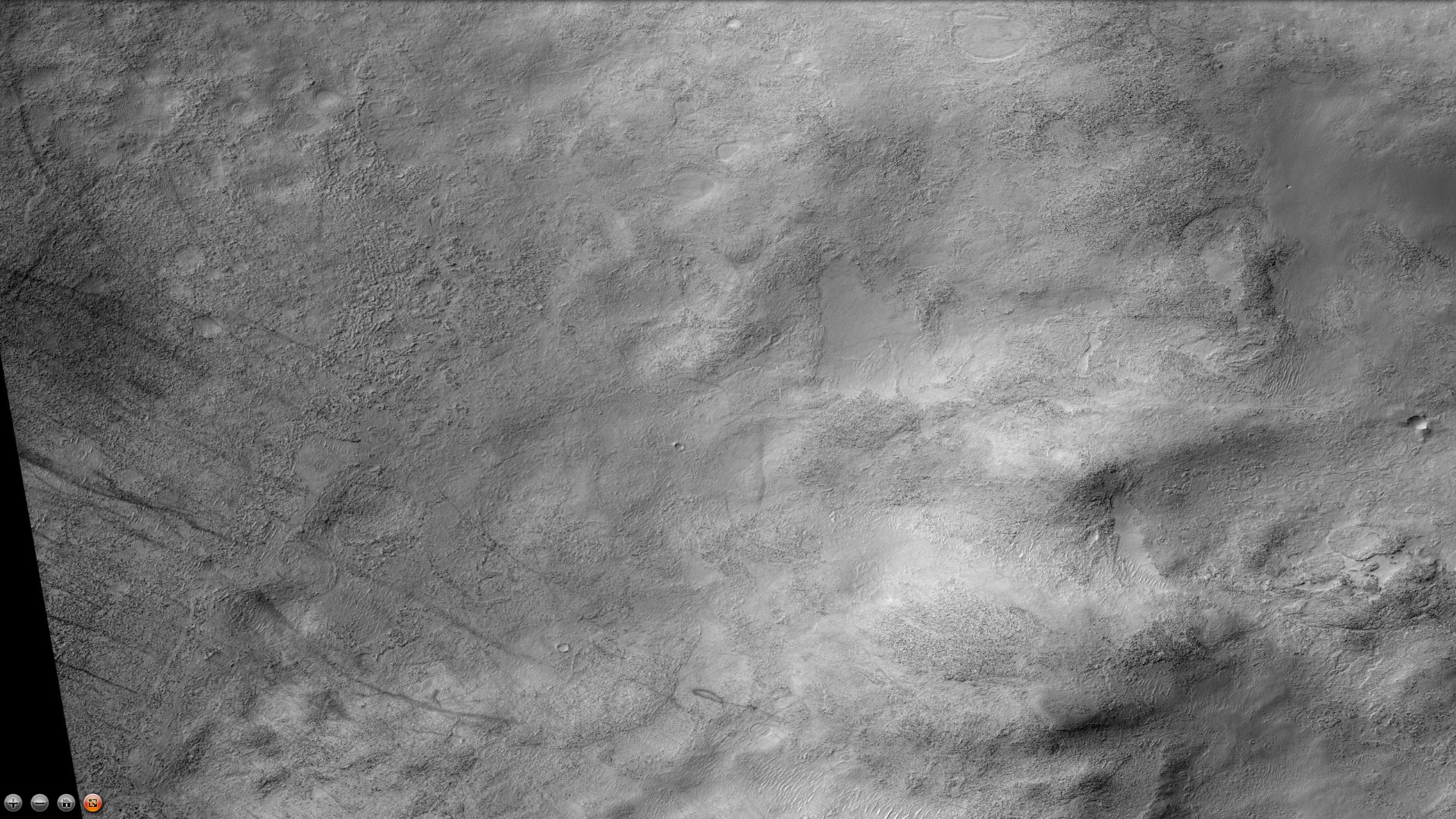
Fons del cràter Halley. Imatge de la càmera CTX (Mars Reconnaissance Orbiter). Les línies fosques primes són pistes de diable de pols.

Halley és un cràter d'impacte al quadrangle Argyre de Mart, localitzat a les coordenades 48.3°S de latitud i 300.7° E de longitud. Té 84,5 km de diàmetre. Va ser anomenat en memòria de l'astrònom britànic Edmund Halley, amb la designació aprovada el 1973.